# Conus luteus
Espèce
Statut de conservation UICN

 DD  : Données insuffisantes
Conus luteus est une espèce de mollusques gastéropodes marins de la famille des Conidae.
Comme toutes les espèces du genre Conus, ces escargots sont prédateurs et venimeux. Ils sont capables de « piquer » les humains et doivent donc être manipulés avec précaution, voire pas du tout.

## Description
La taille d'une coquille adulte varie entre 18 mm et 54 mm. La couleur de la coquille est jaune, rose ou violacée, cerclée de lignes châtaignes qui se décomposent le plus souvent en articulations châtaignes et blanches, une bande blanche irrégulière sous le milieu. L'ouverture est violacée, avec une bande blanche centrale. 

## Distribution
Cette espèce est présente dans la zone démersale de l'océan Pacifique, des Philippines au Nord de l'Australie ; au large des Îles Tuamotu.

### Niveau de risque d’extinction de l’espèce
Selon l'analyse de l'UICN réalisée en 2011 pour la définition du niveau de risque d'extinction, actuellement, cette espèce n'est connue que des îles Tuamoto, et n'a pas été collectée depuis quarante ans, et il n'y a aucune information concernant sa population ou son écologie. Cependant, elle ne présente aucune menace majeure connue. Elle est inscrite dans la catégorie Données insuffisantes.

## Taxinomie

### Publication originale
L'espèce Conus luteus a été décrite pour la première fois en 1833 par le naturaliste, illustrateur et conchyliologiste britannique George Brettingham Sowerby I dans « The conchological illustrations or, Coloured figures of all the hitherto unfigured recent shells »,.

### Synonymes
- Conus (Leporiconus) luteus G. B. Sowerby I, 1833 · appellation alternative
- Isoconus luteus (G. B. Sowerby I, 1833) · non accepté
- Kioconus (Isoconus) luteus (G. B. Sowerby I, 1833) · non accepté
- Leporiconus luteus (G. B. Sowerby I, 1833) · non accepté

### Sous-espèces
- Conus luteus richardsae Röckel & Korn, 1992, accepté en tant que Conus richardsae Röckel & Korn, 1992